# Ellen Hunter
Ellen Hunter (Wrexham, 12 februari 1968) is een wielrenner uit het Verenigd Koninkrijk.
In 2004 en 2008 reed ze als piloot van Aileen McGlynn op de Paralympische Zomerspelen.
In april 2004 verbrak ze met McGlynn op de tandem het wereldrecord op de 200 meter.